# Seumas O'Kelly
Pour les articles homonymes, voir O'Kelly.
Seamus O'Kelly (né vers 1875 à Loughrea et mort le 14 novembre 1918) est un journaliste, auteur et dramaturge irlandais de la fin du XIXe siècle.
Il a écrit plusieurs recueils de nouvelles et trois romans, dont son chef-d'œuvre La Tombe du tisserand.